# Hemicordulia haluco
Hemicordulia haluco är en trollsländeart som beskrevs av Syoziro Asahina 1940. Hemicordulia haluco ingår i släktet Hemicordulia och familjen skimmertrollsländor. Inga underarter finns listade i Catalogue of Life.